# Country Strong
Country Strong es una película dramática estadounidense de 2010 dirigido por Shana Feste y protagonizada por Gwyneth Paltrow, Tim McGraw, Garrett Hedlund y Leighton Meester.

## Sinopsis
Afectada por la adicción y el escándalo, la estrella de música country Kelly Canter (Gwyneth Paltrow) se enamora de Beau Hutton (Garrett Hedlund), un joven guitarrista con talento que trabaja en el centro de rehabilitación donde ella se está recuperando. Su relación, sin embargo, se complica cuando el apuesto cantautor, satisfecho con actuar en pequeños clubs y bares de mala muerte, se encuentra inmerso sin previo aviso en el tambaleante mundo de Kelly a medida que ésta se prepara para volver a los fanes que la adoran. Mientras Kelly se recupera a base de descanso (y Beau), su marido y mánager James (Tim McGraw), distante en el ámbito romántico pero dedicado en lo profesional, organiza una gira de tres ciudades para celebrar su vuelta a los escenarios. La tensión aumenta cuando el plan dicta que la gira sirva además para presentar a la nueva protegida de James: una ambiciosa reina de un concurso de belleza convertida en cantante: Chiles Stanton (Leighton Meester). Ahora que Kelly depende tanto de Beau, ella se asegura de que su nuevo músico preferido también tenga parte en el espectáculo. Y cuando el cuarteto emprende la fatídica gira, los enredos amorosos, los demonios dormidos y las exigencias del espectáculo amenazarán con destruir a todos los implicados en este cuento moderno de Nashville. Al final Kelly muere debido a una sobredosis y Beau Hutton y Chiles Stanton, ahora como novios, se van a California, a cantar en bares.

## Comentarios
Country Strong cuenta con canciones originales interpretadas por Paltrow, Hedlund y Meester que han sido compuestas para sus personajes por algunos de los compositores y productores más notables de la música country. El personaje principal de la película se encuentra inspirado en la vida de la cantante Britney Spears.

## Reparto
- Gwyneth Paltrow es Kelly Canter.
- Tim McGraw es James Canter.
- Garrett Hedlund es Beau Hutton.
- Leighton Meester es Chiles Stanton.
- Marshall Chapman es Winnie.
- Jim Lauderdale es el compañero de banda de Kelly.
- Jeremy Childs es J.J.

## Producción
Country Strong se rodó enteramente en Nashville, Estados Unidos, en enero y febrero de 2010.